# Крис Павоун
Крис Павоун (на английски: Chris Pavone) е американски писател на произведения в жанра трилър, криминален роман и документалистика.

## Биография и творчество
Кристофър „Крис“ Павоун е роден на 23 юли 1968 г. в Ню Йорк, САЩ. Завършва гимназия „Мидууд“ в Бруклин и завършва специалност „Държавно управление“ в университета „Корнел“. След дипломирането си работи в редица издателства в продължение на близо две десетилетия – Dell Magazines, Doubleday, Lyons Press, Regan/HarperCollins, Clarkson Potter и Artisan/Workman от копирайтър до главен редактор и изпълнителен директор, най-вече като редактор в Clarkson Potter, където специализира в подготовката на готварски книги и за книги за риболов на муха. Пише също и като писател в сянка. В края на 1990-те години е издадена малката му документална книга The Wine Log (Дневникът за вино).
Първият му роман „Чужденците“ от едноименната поредица е издаден през 2012 г. Идеята му за романа се ражда в Люксембург, където съпругата му ходи на работа, а той остава вкъщи, за да се грижи за четиригодишните им синове близнаци, като в свободното си време започва да пише ръкописа му. Главната героиня, Кейт Мур, работи тайно за ЦРУ и счита, че съпругът ѝ, компютърният специалист по защита на банкови трансакции Декстър, не знае за това и не я лъже за нищо. Когато Декстър получава високоплатена работа към банка в Люксембург и тя се мести заедно с него, постепенно в нея се зараждат сериозни подозрения за него, съседите и брака им. Романът получава наградите „Едгар“ и „Антъни“ за най-добър първи криминален роман. Той става бестселър в списъка на „Ню Йорк Таймс“, издаден в над 20 държави по света и го прави известен.
Следващият му роман „Инцидентът“ е издаден през 2014 г. В Ню Йорк редакторката Изабел Рийд чете анонимен ръкопис за изненадващи и опасни разкрития, в Копенхаген ветеранът от ЦРУ Хейдън Грей е през дулото на пистолета, а в Цюрих авторът на ръкописа иска да изкупи вината си за извършените в миналото престъпления, като разкаже за тях, но истината е смъртоносна за всички докоснали се до нея. Книгата също става бестселър, както и следващите му произведения.
Той е член на ПЕН клуба, на Гилдията на авторите, на Международната асоциация на писателите на трилъри и на Асоциацията на писателите на криминални романи на Америка, като е бил и съдия при определянето на наградите „Едгар“.
Крис Павоун живее със семейството си в Гринуич Вилидж, Ню Йорк, и на полуостров Норт Форк на Лонг Айлънд.

## Произведения

### Самостоятелни романи
- The Accident (2014)[1][2][3]
Инцидентът, изд.: ИК „Обсидиан“, София (2014), прев. Боян Дамянов
- The Travelers (2016)
- Two Nights in Lisbon (2022)

### Серия „Чужденците“ (Expats)
1. The Expats (2012) – награди „Едгар“ и „Антъни“[1][2][3]
Чужденците, изд.: ИК „Обсидиан“, София (2012), прев. Боян Дамянов
2. The Paris Diversion (2019)

### Документалистика
- The Wine Log (1999)[2]